# Östlutherdom
Östlutherdom, också kallat Östlig lutherdom, Bysantinsk lutherdom eller Bysantinsk ritlutherdom, hänvisar till de lutherska kyrkor som finns i Ukraina och Slovenien som använder den bysantinska riten i sina liturgier. Den ukrainsk-lutherska kyrkan var den första östlutherska kyrkan som började använda riten.
Östlutherdomen tillhör de Östliga protestantiska kyrkorna.

## Östlutherska sedvänjor
Östliga lutheraner använder den julianska kalendern och iakttar därmed högtidsdagar och liturgiska årstider, såsom den stora fastan, på ett sätt som liknar de östortodoxa kristna.
Östlutherdomen använder den nicaenska trosbekännelsen, där filioque inkluderas.
Kyrkobyggnader tillhörande östlig lutherdom brukar också byggas i bysantinsk arkitektur.

## Östlutherdomen under kommunismen
Under kommunisttiden i regionen Galizien förföljdes östlutheraner av regimen, som införde statsateism. Från 1939 till 1945 blev många östlutherska präster martyrer. Theodor Yarchuk, en präst i den ukrainsk-lutherska kyrkan, torterades och dödades i Stanislaviv, västra Ukraina av kommunistiska myndigheter. Många ukrainsk-lutherska lekmän sändes också till Gulag, där de också dog. Under tiden av förföljelse av kristna i Sovjetunionen blev den lutherska kyrkans egendom konfiskerad. Efter Sovjetunionens upplösning har den ukrainsk-lutherska kyrkan växt.